# Брид-ле-Бен
Брид-ле-Бен (фр. Brides-les-Bains) — коммуна во Франции, в регионе Овернь — Рона — Альпы, департамент Савойя. Население — 546 человек (2011).
Коммуна расположена на расстоянии около 500 км к юго-востоку от Парижа, 140 км к востоку от Лиона, 55 км к востоку от Шамбери.

## История
До 2015 года коммуна находилась в составе региона Рона — Альпы. С 1 января 2016 года относится к новому объединённому региону Овернь — Рона — Альпы.

## Население
| Год  | Численность | Численность |
| ---- | ----------- | ----------- |
| 2013 | 526         |             |
| 2015 | 517         | [ 8 ]       |
| 2016 | 524         | [ 9 ]       |
| 2017 | 506         | [ 10 ]      |
| 2018 | 500         | [ 11 ]      |
| 2019 | 500         | [ 12 ]      |
| 2020 | 491         | [ 13 ]      |
| 2021 | 473         | [ 14 ]      |
| 2022 | 457         | [ 4 ]       |